# Lista över matchresultat i Elitserien i ishockey 1994/1995
Lista över matchresultat i grundserien av Elitserien i ishockey 1994/1995. Ligan inleddes den 19 september 1994 och avslutades 2 mars 1995.
Grundserien
| Nr | Lag                | S  | V  | O | F  | GM | IM | MS  | P  |
| -- | ------------------ | -- | -- | - | -- | -- | -- | --- | -- |
| 1  | Djurgårdens IF     | 22 | 12 | 5 | 5  | 72 | 51 | +21 | 29 |
| 2  | Färjestad BK       | 22 | 13 | 2 | 7  | 77 | 68 | +9  | 28 |
| 3  | Brynäs IF          | 22 | 12 | 4 | 6  | 70 | 63 | +7  | 28 |
| 4  | Luleå HF           | 22 | 11 | 5 | 6  | 90 | 72 | +18 | 27 |
| 5  | Malmö IF (RM)      | 22 | 11 | 5 | 6  | 70 | 60 | +10 | 27 |
| 6  | Leksands IF        | 22 | 11 | 1 | 10 | 85 | 72 | +13 | 23 |
| 7  | HV71               | 22 | 8  | 4 | 10 | 67 | 76 | −9  | 20 |
| 8  | Modo               | 22 | 6  | 7 | 9  | 74 | 73 | +1  | 19 |
| 9  | AIK (U)            | 22 | 7  | 4 | 11 | 67 | 85 | −18 | 18 |
| 10 | Västerås IK        | 22 | 8  | 1 | 13 | 71 | 72 | −1  | 17 |
| 11 | Västra Frölunda HC | 22 | 6  | 5 | 11 | 63 | 70 | −7  | 17 |
| 12 | Rögle BK           | 22 | 5  | 1 | 16 | 49 | 93 | −44 | 11 |

Fortsättningsserien
| Nr | Lag            | S  | V  | O  | F  | GM  | IM  | MS  | P  |
| -- | -------------- | -- | -- | -- | -- | --- | --- | --- | -- |
| 1  | Djurgårdens IF | 40 | 24 | 7  | 9  | 139 | 96  | +43 | 55 |
| 2  | Malmö IF (RM)  | 40 | 20 | 13 | 7  | 130 | 105 | +25 | 53 |
| 3  | Luleå HF       | 40 | 21 | 10 | 9  | 164 | 116 | +48 | 52 |
| 4  | Leksands IF    | 40 | 21 | 6  | 13 | 155 | 132 | +23 | 48 |
| 5  | Brynäs IF      | 40 | 17 | 8  | 15 | 120 | 128 | −8  | 42 |
| 6  | Färjestad BK   | 40 | 17 | 6  | 17 | 128 | 135 | −7  | 40 |
| 7  | Västerås IK    | 40 | 15 | 7  | 18 | 145 | 137 | +8  | 37 |
| 8  | HV71           | 40 | 12 | 9  | 19 | 117 | 143 | −26 | 33 |
| 9  | AIK (U)        | 40 | 11 | 8  | 21 | 112 | 147 | −35 | 30 |
| 10 | Modo           | 40 | 8  | 10 | 22 | 120 | 140 | −20 | 26 |

## Matcher

### Grundserien
| Datum Match Resultat Publik Spelplan Omgång 1 - 19 september 1994 Luleå HF-Leksands IF 4-0 (1-0, 1-0, 2-0) 5002 Delfinen - 22 september 1994 Västerås IK-Modo Hockey 0-5 (0-0, 0-0, 0-0) 4099 Rocklundahallen - 22 september 1994 AIK-Malmö IF 4-4 (0-3, 3-0, 1-1) 6247 Globen - 22 september 1994 Västra Frölunda HC-HV 71 3-6 (1-1, 1-3, 1-2) 4987 Frölundaborg Isstadion - 22 september 1994 Rögle BK-Djurgårdens IF 2-4 (1-1, 1-2, 0-1) 3509 Ängelholms Ishall - 22 september 1994 Brynäs IF-Färjestads BK 0-5 (0-0, 0-0, 0-0) 4929 Gavlerinken Omgång 2 - 25 september 1994 Färjestads BK-Rögle BK 4-3 (1-1, 1-1, 2-1) 3829 Färjestads Ishall - 25 september 1994 HV 71-AIK 2-8 (2-1, 0-2, 0-5) 4450 Rosenlundshallen - 25 september 1994 Malmö IF-Västerås IK 5-2 (3-0, 1-1, 1-1) 4325 Malmö Isstadion - 25 september 1994 Modo Hockey-Luleå HF 3-3 (1-1, 1-1, 1-1) 4829 Kempehallen - 25 september 1994 Leksands IF-Brynäs IF 6-2 (0-1, 2-0, 4-1) 5346 Leksands Isstadion - 26 september 1994 Djurgårdens IF-Västra Frölunda HC 1-1 (1-0, 0-1, 0-0) 6551 Globen Omgång 3 - 29 september 1994 Luleå HF-Malmö IF 3-3 (3-2, 0-1, 0-0) 5462 Delfinen - 29 september 1994 Västerås IK-HV 71 2-1 (1-0, 1-0, 0-1) 3463 Rocklundahallen - 29 september 1994 AIK-Djurgårdens IF 0-3 (0-1, 0-2, 0-0) 13850 Globen - 29 september 1994 Västra Frölunda HC-Färjestads BK 6-7 (2-1, 3-3, 1-3) 7801 Scandinavium - 29 september 1994 Rögle BK-Brynäs IF 0-5 (0-0, 0-0, 0-0) 3143 Ängelholms Ishall - 29 september 1994 Modo Hockey-Leksands IF 2-4 (0-0, 1-1, 1-3) 4002 Kempehallen Omgång 4 - 2 oktober 1994 Brynäs IF-Västra Frölunda HC 3-3 (0-0, 0-2, 3-1) 4240 Gavlerinken - 2 oktober 1994 Färjestads BK-AIK 3-0 (1-0, 0-0, 2-0) 4131 Färjestads Ishall - 2 oktober 1994 Djurgårdens IF-Västerås IK 4-1 (0-0, 1-1, 3-0) 5432 Globen - 2 oktober 1994 Malmö IF-Modo Hockey 5-1 (3-0, 1-1, 1-0) 4485 Malmö Isstadion - 2 oktober 1994 Leksands IF-Rögle BK 9-2 (2-1, 2-1, 5-0) 3431 Leksands Isstadion - 3 oktober 1994 HV 71-Luleå HF 3-3 (1-0, 1-2, 1-1) 2942 Rosenlundshallen Omgång 5 - 5 oktober 1994 AIK-Brynäs IF 4-6 (2-1, 1-2, 1-3) 7086 Globen - 6 oktober 1994 Luleå HF-Djurgårdens IF 2-5 (0-2, 2-1, 0-2) 5264 Delfinen - 6 oktober 1994 Västerås IK-Färjestads BK 2-3 (2-0, 0-2, 0-1) 4271 Rocklundahallen - 6 oktober 1994 Västra Frölunda HC-Rögle BK 5-1 (2-1, 2-0, 1-0) 6746 Scandinavium - 6 oktober 1994 Malmö IF-Leksands IF 5-4 (1-3, 1-0, 3-1) 5098 Malmö Isstadion - 6 oktober 1994 Modo Hockey-HV 71 4-3 (0-2, 2-1, 2-0) 3476 Kempehallen Omgång 6 - 9 oktober 1994 Rögle BK-AIK 2-4 (0-1, 1-2, 1-1) 3216 Ängelholms Ishall - 9 oktober 1994 Brynäs IF-Västerås IK 3-2 (1-1, 1-1, 1-0) 4328 Gavlerinken - 9 oktober 1994 Färjestads BK-Luleå HF 5-3 (1-1, 0-2, 4-0) 3899 Färjestads Ishall - 9 oktober 1994 Djurgårdens IF-Modo Hockey 5-2 (2-2, 2-0, 1-0) 6454 Globen - 9 oktober 1994 HV 71-Malmö IF 4-1 (0-0, 1-1, 3-0) 3848 Rosenlundshallen - 10 oktober 1994 Leksands IF-Västra Frölunda HC 4-2 (0-1, 2-1, 2-0) 2902 Leksands Isstadion Omgång 7 - 13 oktober 1994 Luleå HF-Brynäs IF 5-3 (0-2, 2-1, 3-0) 4658 Delfinen - 13 oktober 1994 Västerås IK-Rögle BK 6-1 (2-0, 3-0, 1-1) 2976 Rocklundahallen - 13 oktober 1994 AIK-Västra Frölunda HC 3-2 (0-0, 1-0, 2-2) 5238 Globen - 13 oktober 1994 HV 71-Leksands IF 2-1 (0-1, 1-0, 1-0) 4236 Rosenlundshallen - 13 oktober 1994 Malmö IF-Djurgårdens IF 3-3 (2-1, 0-2, 1-0) 5596 Malmö Isstadion - 13 oktober 1994 Modo Hockey-Färjestads BK 4-4 (2-1, 1-2, 1-1) 3680 Kempehallen Omgång 8 - 16 oktober 1994 Västra Frölunda HC-Västerås IK 4-3 (0-1, 2-0, 2-2) 3490 Frölundaborg Isstadion - 16 oktober 1994 Rögle BK-Luleå HF 5-5 (2-1, 3-1, 0-3) 2249 Ängelholms Ishall - 16 oktober 1994 Färjestads BK-Malmö IF 2-2 (0-1, 1-1, 1-0) 4482 Färjestads Ishall - 16 oktober 1994 Djurgårdens IF-HV 71 5-1 (1-0, 3-1, 1-0) 6058 Globen - 16 oktober 1994 Leksands IF-AIK 4-3 (0-0, 2-2, 2-1) 4647 Leksands Isstadion - 17 oktober 1994 Modo Hockey-Brynäs IF 3-3 (2-2, 1-0, 0-1) 2576 Kempehallen Omgång 9 - 11 oktober 1994 AIK-Modo Hockey 5-4 (4-0, 1-1, 0-3) 4377 Globen - 20 oktober 1994 Luleå HF-Västerås IK 7-3 (3-0, 2-2, 2-1) 4681 Delfinen - 20 oktober 1994 Färjestads BK-Leksands IF 2-4 (0-4, 1-0, 1-0) 4813 Färjestads Ishall - 20 oktober 1994 Brynäs IF-Djurgårdens IF 4-3 (2-2, 2-1, 0-0) 6439 Gavlerinken - 20 oktober 1994 HV 71-Rögle BK 6-3 (0-0, 2-3, 4-0) 3589 Rosenlundshallen - 20 oktober 1994 Malmö IF-Västra Frölunda HC 3-2 (0-1, 1-1, 2-0) 4515 Malmö Isstadion Omgång 10 - 18 oktober 1994 Djurgårdens IF-Leksands IF 7-1 (3-0, 0-1, 4-0) 12158 Globen - 23 oktober 1994 Luleå HF-Västra Frölunda HC 6-2 (2-0, 4-1, 0-1) 4739 Delfinen - 23 oktober 1994 Västerås IK-AIK 1-5 (0-1, 0-1, 1-3) 5190 Rocklundahallen - 23 oktober 1994 HV 71-Färjestads BK 4-3 (2-1, 0-0, 2-2) 4418 Rosenlundshallen - 23 oktober 1994 Malmö IF-Brynäs IF 4-3 (1-0, 2-2, 1-1) 4684 Malmö Isstadion - 23 oktober 1994 Modo Hockey-Rögle BK 2-5 (1-2, 1-0, 0-3) 4342 Kempehallen Omgång 11 - 25 oktober 1994 AIK-Luleå HF 4-4 (1-2, 2-1, 1-1) 4769 Globen - 25 oktober 1994 Västra Frölunda HC-Modo Hockey 1-1 (0-0, 0-1, 1-0) 8043 Scandinavium - 25 oktober 1994 Rögle BK-Malmö IF 2-6 (0-2, 0-1, 2-3) 4506 Ängelholms Ishall - 25 oktober 1994 Brynäs IF-HV 71 8-6 (4-3, 3-0, 1-3) 4348 Gavlerinken - 25 oktober 1994 Färjestads BK-Djurgårdens IF 1-2 (1-1, 0-0, 0-1) 4896 Färjestads Ishall - 25 oktober 1994 Leksands IF-Västerås IK 3-1 (1-1, 1-0, 1-0) 3344 Leksands Isstadion | Omgång 12 - 27 oktober 1994 Färjestads BK-Brynäs IF 2-4 (1-1, 1-2, 0-1) 4212 Färjestads Ishall - 27 oktober 1994 Djurgårdens IF-Rögle BK 4-1 (3-0, 0-0, 1-1) 3719 Globen - 27 oktober 1994 HV 71-Västra Frölunda HC 2-2 (0-0, 0-2, 2-0) 4016 Rosenlundshallen - 27 oktober 1994 Malmö IF-AIK 3-1 (2-1, 0-0, 1-0) 5262 Malmö Isstadion - 27 oktober 1994 Modo Hockey-Västerås IK 3-3 (1-2, 1-1, 1-0) 5738 Kempehallen - 27 oktober 1994 Leksands IF-Luleå HF 3-4 (0-2, 0-1, 3-1) 4276 Leksands Isstadion Omgång 13 - 30 oktober 1994 Luleå HF-Modo Hockey 4-7 (2-1, 1-4, 1-2) 6025 Delfinen - 30 oktober 1994 Västerås IK-Malmö IF 6-0 (1-0, 1-0, 4-0) 5924 Rocklundahallen - 30 oktober 1994 AIK-HV 71 2-7 (0-3, 1-2, 1-2) 4238 Globen - 30 oktober 1994 Rögle BK-Färjestads BK 1-3 (0-1, 0-1, 1-1) 2723 Ängelholms Ishall - 30 oktober 1994 Brynäs IF-Leksands IF 5-4 (2-0, 3-4, 0-0) 7511 Gavlerinken - 29 november 1994 Västra Frölunda HC-Djurgårdens IF 2-3 (1-2, 1-0, 0-1) 10661 Scandinavium Omgång 14 - 1 november 1994 Brynäs IF-Rögle BK 2-0 (0-0, 0-0, 2-0) 4621 Gavlerinken - 1 november 1994 Färjestads BK-Västra Frölunda HC 5-4 (2-1, 2-0, 1-3) 4596 Färjestads Ishall - 1 november 1994 Djurgårdens IF-AIK 2-2 (0-0, 0-0, 2-2) 13850 Globen - 1 november 1994 HV 71-Västerås IK 6-5 (2-2, 3-3, 1-0) 4181 Rosenlundshallen - 1 november 1994 Malmö IF-Luleå HF 2-4 (0-2, 2-1, 0-1) 5658 Malmö Isstadion - 1 november 1994 Leksands IF-Modo Hockey 7-3 (2-1, 3-1, 2-1) 4870 Leksands Isstadion Omgång 15 - 13 november 1994 Luleå HF-HV 71 5-1 (2-0, 3-0, 0-1) 5379 Delfinen - 13 november 1994 AIK-Färjestads BK 5-6 (2-0, 3-2, 0-4) 6208 Globen - 13 november 1994 Västra Frölunda HC-Brynäs IF 3-3 (1-1, 2-2, 0-0) 10310 Scandinavium - 13 november 1994 Rögle BK-Leksands IF 4-3 (2-1, 0-1, 2-1) 2704 Ängelholms Ishall - 14 november 1994 Västerås IK-Djurgårdens IF 2-4 (2-1, 0-1, 0-2) 3833 Rocklundahallen - 15 november 1994 Modo Hockey-Malmö IF 7-4 (3-0, 2-3, 2-1) 4384 Kempehallen Omgång 16 - 17 november 1994 Rögle BK-Västra Frölunda HC 4-3 (1-2, 1-1, 2-0) 3175 Ängelholms Ishall - 17 november 1994 Brynäs IF-AIK 2-2 (1-0, 1-2, 0-0) 6156 Gavlerinken - 17 november 1994 Färjestads BK-Västerås IK 3-6 (0-1, 2-2, 1-3) 3612 Färjestads Ishall - 17 november 1994 Djurgårdens IF-Luleå HF 4-8 (0-2, 1-4, 3-2) 11377 Globen - 17 november 1994 HV 71-Modo Hockey 2-2 (0-0, 2-2, 0-0) 4214 Rosenlundshallen - 17 november 1994 Leksands IF-Malmö IF 3-2 (0-1, 2-1, 1-0) 4007 Leksands Isstadion Omgång 17 - 20 november 1994 Luleå HF-Färjestads BK 2-5 (0-1, 0-1, 2-3) 5746 Delfinen - 20 november 1994 Västerås IK-Brynäs IF 2-4 (0-0, 1-1, 1-3) 5176 Rocklundahallen - 20 november 1994 Västra Frölunda HC-Leksands IF 7-3 (2-0, 3-3, 2-0) 10288 Scandinavium - 20 november 1994 Malmö IF-HV 71 2-2 (1-1, 0-0, 1-1) 4761 Malmö Isstadion - 20 november 1994 Modo Hockey-Djurgårdens IF 3-3 (2-2, 1-0, 0-1) 6111 Kempehallen - 21 november 1994 AIK-Rögle BK 2-4 (0-1, 1-3, 1-0) 3378 Globen Omgång 18 - 24 november 1994 Västra Frölunda HC-AIK 5-1 (2-0, 3-1, 0-0) 8968 Scandinavium - 24 november 1994 Rögle BK-Västerås IK 1-6 (0-2, 1-3, 0-1) 3759 Ängelholms Ishall - 24 november 1994 Brynäs IF-Luleå HF 2-4 (1-1, 1-1, 0-2) 5692 Gavlerinken - 24 november 1994 Färjestads BK-Modo Hockey 4-2 (1-1, 3-1, 0-0) 4599 Färjestads Ishall - 24 november 1994 Leksands IF-HV 71 8-2 (4-0, 2-1, 2-1) 3201 Leksands Isstadion - 6 december 1994 Djurgårdens IF-Malmö IF 2-4 (1-2, 1-1, 0-1) 9552 Globen Omgång 19 - 15 november 1994 AIK-Leksands IF 5-4 (0-2, 2-1, 3-1) 9651 Globen - 27 november 1994 Luleå HF-Rögle BK 6-2 (1-0, 2-1, 3-1) 4611 Delfinen - 27 november 1994 Västerås IK-Västra Frölunda HC 6-1 (1-1, 2-0, 3-0) 4397 Rocklundahallen - 27 november 1994 HV 71-Djurgårdens IF 4-2 (1-2, 0-0, 2-0) 4311 Rosenlundshallen - 27 november 1994 Brynäs IF-Modo Hockey 2-1 (1-0, 1-1, 0-0) 6193 Gavlerinken - 28 november 1994 Malmö IF-Färjestads BK 6-2 (4-2, 0-0, 2-0) 4552 Malmö Isstadion Omgång 20 - 1 december 1994 Västerås IK-Luleå HF 4-2 (0-0, 1-0, 3-2) 5034 Rocklundahallen - 1 december 1994 Modo Hockey-AIK 10-2 (3-0, 4-0, 3-2) 4558 Kempehallen - 1 december 1994 Västra Frölunda HC-Malmö IF 0-4 (0-1, 0-2, 0-1) 9428 Scandinavium - 1 december 1994 Rögle BK-HV 71 3-2 (1-0, 1-2, 1-0) 1755 Ängelholms Ishall - 1 december 1994 Djurgårdens IF-Brynäs IF 3-2 (1-0, 1-0, 1-2) 13850 Globen - 1 december 1994 Leksands IF-Färjestads BK 5-1 (1-0, 3-0, 1-1) 4462 Leksands Isstadion Omgång 21 - 4 december 1994 AIK-Västerås IK 3-2 (1-0, 2-1, 0-1) 7909 Globen - 4 december 1994 Västra Frölunda HC-Luleå HF 4-1 (1-0, 2-0, 1-1) 6936 Scandinavium - 4 december 1994 Brynäs IF-Malmö IF 3-1 (3-1, 0-0, 0-0) 5651 Gavlerinken - 4 december 1994 Färjestads BK-HV 71 3-1 (0-1, 2-0, 1-0) 4104 Färjestads Ishall - 4 december 1994 Leksands IF-Djurgårdens IF 1-1 (0-0, 0-1, 1-0) 5624 Leksands Isstadion - 5 december 1994 Rögle BK-Modo Hockey 3-5 (0-2, 0-3, 3-0) 1860 Ängelholms Ishall Omgång 22 - 8 december 1994 Luleå HF-AIK 5-2 (1-1, 2-1, 2-0) 5009 Delfinen - 8 december 1994 Västerås IK-Leksands IF 6-4 (1-1, 2-2, 3-1) 6159 Rocklundahallen - 8 december 1994 Djurgårdens IF-Färjestads BK 2-4 (0-2, 0-1, 2-1) 8329 Globen - 8 december 1994 HV 71-Brynäs IF 0-1 (0-0, 0-0, 0-1) 4239 Rosenlundshallen - 8 december 1994 Malmö IF-Rögle BK 1-0 (0-0, 1-0, 0-0) 4612 Malmö Isstadion - 8 december 1994 Modo Hockey-Västra Frölunda HC 0-1 (0-0, 0-1, 0-0) 4128 Kempehallen |

### Fortsättningsserien
| Datum Match Resultat Publik Spelplan Omgång 23 - 6 januari 1995 Leksands IF-Västerås IK 6-4 (1-0, 3-2, 2-2) 5134 Leksands Isstadion - 6 januari 1995 HV 71-Malmö IF 3-4 (0-2, 1-0, 2-2) 3690 Rosenlundshallen - 6 januari 1995 Djurgårdens IF-Luleå HF 2-5 (1-1, 1-1, 0-3) 5482 Globen - 6 januari 1995 Färjestads BK-AIK 3-2 (1-0, 1-0, 1-2) 3818 Färjestads Ishall - 17 januari 1995 Brynäs IF-Modo Hockey 5-2 (1-0, 2-0, 2-2) 4275 Gavlerinken Omgång 24 - 8 januari 1995 Modo Hockey-Färjestads BK 4-0 (2-0, 2-0, 0-0) 4395 Kempehallen - 8 januari 1995 Luleå HF-HV 71 7-1 (4-0, 1-0, 2-1) 4219 Delfinen - 8 januari 1995 Malmö IF-Leksands IF 1-1 (0-1, 1-0, 0-0) 4936 Malmö Isstadion - 8 januari 1995 Västerås IK-Brynäs IF 4-1 (2-0, 1-1, 1-0) 3998 Rocklundahallen - 9 januari 1995 AIK-Djurgårdens IF 0-5 (0-2, 0-2, 0-1) 10756 Globen Omgång 25 - 12 januari 1995 Leksands IF-Luleå HF 7-2 (0-1, 3-1, 4-0) 3916 Leksands Isstadion - 12 januari 1995 HV 71-AIK 3-4 (1-0, 1-2, 1-1) 3236 Rosenlundshallen - 12 januari 1995 Djurgårdens IF-Modo Hockey 5-4 (1-2, 2-2, 2-0) 6323 Globen - 12 januari 1995 Färjestads BK-Brynäs IF 2-2 (0-1, 1-0, 1-1) 3412 Färjestads Ishall - 12 januari 1995 Malmö IF-Västerås IK 5-2 (0-1, 2-0, 3-1) 4251 Malmö Isstadion Omgång 26 - 15 januari 1995 Brynäs IF-Djurgårdens IF 0-5 (0-2, 0-2, 0-1) 5633 Gavlerinken - 15 januari 1995 Modo Hockey-HV 71 2-2 (1-0, 0-2, 1-0) 3730 Kempehallen - 15 januari 1995 AIK-Leksands IF 2-2 (0-1, 2-1, 0-0) 8047 Globen - 15 januari 1995 Luleå HF-Malmö IF 1-1 (0-1, 1-0, 0-0) 4837 Delfinen - 16 januari 1995 Västerås IK-Färjestads BK 2-5 (0-0, 1-1, 1-4) 2163 Rocklundahallen Omgång 27 - 19 januari 1995 Leksands IF-Modo Hockey 3-1 (1-0, 1-1, 1-0) 3440 Leksands Isstadion - 19 januari 1995 HV 71-Västerås IK 2-6 (0-1, 2-4, 0-1) 3244 Rosenlundshallen - 19 januari 1995 Djurgårdens IF-Färjestads BK 5-2 (3-1, 2-1, 0-0) 6832 Globen - 19 januari 1995 Luleå HF-Brynäs IF 3-2 (1-1, 1-1, 1-0) 4262 Delfinen - 19 januari 1995 Malmö IF-AIK 4-2 (1-1, 2-1, 1-0) 4540 Malmö Isstadion Omgång 28 - 22 januari 1995 Färjestads BK-HV 71 2-4 (0-2, 2-0, 0-2) 4088 Färjestads Ishall - 22 januari 1995 Modo Hockey-Malmö IF 3-4 (0-1, 2-3, 1-0) 3753 Kempehallen - 22 januari 1995 AIK-Luleå HF 0-5 (0-2, 0-1, 0-2) 5128 Globen - 22 januari 1995 Västerås IK-Djurgårdens IF 2-3 (0-1, 2-0, 0-2) 4516 Rocklundahallen - 23 januari 1995 Brynäs IF-Leksands IF 2-3 (1-2, 0-1, 1-0) 5311 Gavlerinken Omgång 29 - 25 januari 1995 AIK-Brynäs IF 3-3 (1-0, 1-2, 1-1) 5067 Globen - 26 januari 1995 HV 71-Leksands IF 3-3 (0-1, 2-1, 1-1) 4021 Rosenlundshallen - 26 januari 1995 Västerås IK-Modo Hockey 6-2 (1-1, 3-0, 2-1) 3323 Rocklundahallen - 26 januari 1995 Färjestads BK-Luleå HF 3-3 (1-0, 1-2, 1-1) 3703 Färjestads Ishall - 26 januari 1995 Djurgårdens IF-Malmö IF 1-2 (1-1, 0-0, 0-1) 8848 Globen Omgång 30 - 29 januari 1995 Leksands IF-Färjestads BK 4-3 (1-1, 2-1, 1-1) 4365 Leksands Isstadion - 29 januari 1995 HV 71-Djurgårdens IF 2-3 (0-1, 0-0, 2-2) 4176 Rosenlundshallen - 29 januari 1995 AIK-Västerås IK 1-5 (0-1, 1-1, 0-3) 5428 Globen - 29 januari 1995 Luleå HF-Modo Hockey 8-1 (3-1, 1-0, 4-0) 4459 Delfinen - 29 januari 1995 Malmö IF-Brynäs IF 6-6 (3-3, 2-2, 1-1) 5176 Malmö Isstadion Omgång 31 - 31 januari 1995 Djurgårdens IF-Leksands IF 7-3 (0-1, 2-1, 5-1) 10243 Globen - 31 januari 1995 Färjestads BK-Malmö IF 1-4 (0-2, 1-1, 0-1) 4018 Färjestads Ishall - 31 januari 1995 Brynäs IF-HV 71 4-1 (2-0, 2-1, 0-0) 3630 Gavlerinken - 31 januari 1995 Modo Hockey-AIK 2-3 (1-1, 1-1, 0-1) 2785 Kempehallen - 31 januari 1995 Västerås IK-Luleå HF 5-3 (2-1, 1-1, 2-1) 3537 Rocklundahallen | Omgång 32 - 2 februari 1995 Modo Hockey-Brynäs IF 7-1 (2-1, 3-0, 2-0) 2470 Kempehallen - 2 februari 1995 AIK-Färjestads BK 5-0 (2-0, 1-0, 2-0) 4118 Globen - 2 februari 1995 Luleå HF-Djurgårdens IF 1-5 (1-1, 0-3, 0-1) 5209 Delfinen - 2 februari 1995 Malmö IF-HV 71 4-1 (3-1, 1-0, 0-0) 4178 Malmö Isstadion - 2 februari 1995 Västerås IK-Leksands IF 6-6 (2-3, 2-1, 2-2) 4492 Rocklundahallen Omgång 33 - 5 februari 1995 HV 71-Luleå HF 4-4 (0-3, 2-1, 2-0) 3694 Rosenlundshallen - 5 februari 1995 Djurgårdens IF-AIK 3-2 (0-0, 2-1, 1-1) 13850 Globen - 5 februari 1995 Färjestads BK-Modo Hockey 2-2 (0-0, 1-1, 1-1) 4151 Färjestads Ishall - 5 februari 1995 Brynäs IF-Västerås IK 5-2 (1-1, 2-0, 2-1) 4566 Gavlerinken - 6 februari 1995 Leksands IF-Malmö IF 1-1 (1-0, 0-0, 0-1) 2823 Leksands Isstadion Omgång 34 - 14 februari 1995 Brynäs IF-Färjestads BK 3-2 (1-2, 1-0, 1-0) 5265 Gavlerinken - 14 februari 1995 Modo Hockey-Djurgårdens IF 1-4 (0-1, 0-2, 1-1) 3356 Kempehallen - 14 februari 1995 AIK-HV 71 1-1 (0-0, 1-1, 0-0) 5112 Globen - 14 februari 1995 Luleå HF-Leksands IF 8-0 (2-0, 2-0, 4-0) 4502 Delfinen - 14 februari 1995 Västerås IK-Malmö IF 3-3 (2-1, 1-1, 0-1) 3323 Rocklundahallen Omgång 35 - 16 februari 1995 Leksands IF-AIK 5-2 (3-1, 1-0, 1-1) 3279 Leksands Isstadion - 16 februari 1995 HV 71-Modo Hockey 2-1 (1-0, 0-0, 1-1) 3804 Rosenlundshallen - 16 februari 1995 Djurgårdens IF-Brynäs IF 1-1 (0-1, 0-0, 1-0) 10111 Globen - 16 februari 1995 Färjestads BK-Västerås IK 4-4 (0-1, 3-2, 1-1) 3267 Färjestads Ishall - 16 februari 1995 Malmö IF-Luleå HF 2-2 (1-2, 1-0, 0-0) 4973 Malmö Isstadion Omgång 36 - 19 februari 1995 Brynäs IF-Luleå HF 1-6 (0-1, 0-4, 1-1) 5592 Gavlerinken - 19 februari 1995 Modo Hockey-Leksands IF 3-5 (1-2, 0-2, 2-1) 3327 Kempehallen - 19 februari 1995 AIK-Malmö IF 2-2 (1-2, 1-0, 0-0) 5403 Globen - 19 februari 1995 Västerås IK-HV 71 4-4 (3-1, 1-2, 0-1) 4566 Rocklundahallen - 20 februari 1995 Färjestads BK-Djurgårdens IF 6-3 (0-2, 2-1, 4-0) 4351 Färjestads Ishall Omgång 37 - 23 februari 1995 Leksands IF-Brynäs IF 5-3 (2-1, 2-1, 1-1) 5819 Leksands Isstadion - 23 februari 1995 HV 71-Färjestads BK 2-5 (1-3, 1-2, 0-0) 4335 Rosenlundshallen - 23 februari 1995 Djurgårdens IF-Västerås IK 4-4 (1-0, 3-1, 0-3) 7508 Globen - 23 februari 1995 Luleå HF-AIK 6-4 (1-1, 1-2, 4-1) 4409 Delfinen - 23 februari 1995 Malmö IF-Modo Hockey 4-4 (0-0, 3-0, 1-4) 4497 Malmö Isstadion Omgång 38 - 26 februari 1995 Leksands IF-HV 71 3-6 (2-2, 1-2, 0-2) 3284 Leksands Isstadion - 26 februari 1995 Malmö IF-Djurgårdens IF 0-4 (0-1, 0-1, 0-2) 5725 Malmö Isstadion - 26 februari 1995 Luleå HF-Färjestads BK 3-0 (0-0, 3-0, 0-0) 4714 Delfinen - 26 februari 1995 Brynäs IF-AIK 5-3 (0-1, 3-1, 2-1) 5777 Gavlerinken - 26 februari 1995 Modo Hockey-Västerås IK 3-5 (1-1, 0-3, 2-1) 3010 Kempehallen Omgång 39 - 28 februari 1995 Djurgårdens IF-HV 71 7-4 (4-0, 2-3, 1-1) 7324 Globen - 28 februari 1995 Färjestads BK-Leksands IF 6-7 (2-1, 2-2, 2-4) 4648 Färjestads Ishall - 28 februari 1995 Brynäs IF-Malmö IF 3-5 (1-0, 2-3, 0-2) 5034 Gavlerinken - 28 februari 1995 Modo Hockey-Luleå HF 2-3 (1-0, 0-2, 1-1) 2079 Kempehallen - 28 februari 1995 Västerås IK-AIK 6-4 (1-1, 2-2, 3-1) 4419 Rocklundahallen Omgång 40 - 2 mars 1995 Leksands IF-Djurgårdens IF 6-0 (2-0, 1-0, 3-0) 4649 Leksands Isstadion - 2 mars 1995 HV 71-Brynäs IF 5-3 (2-2, 3-1, 0-0) 3448 Rosenlundshallen - 2 mars 1995 AIK-Modo Hockey 5-2 (2-0, 1-1, 2-1) 3348 Globen - 2 mars 1995 Luleå HF-Västerås IK 4-4 (0-1, 2-2, 2-1) 4161 Delfinen - 2 mars 1995 Malmö IF-Färjestads BK 8-5 (3-1, 2-3, 3-1) 4273 Malmö Isstadion |